# Antenneforeningen
Antenneforeningen er en dansk film fra 1999, instrueret af Søren Fauli der også har skrevet manuskriptet med Bo hr. Hansen.

## Medvirkende
- Søren Fauli
- Birthe Neumann
- Kjeld Nørgaard
- Trine Michelsen
- William Kisum
- Farshad Kholgi
- Gerda Gilboe
- Nikolaj Coster Waldau
- Lars Brygmann
- Peter Schrøder
- Peter Frödin